# Simit

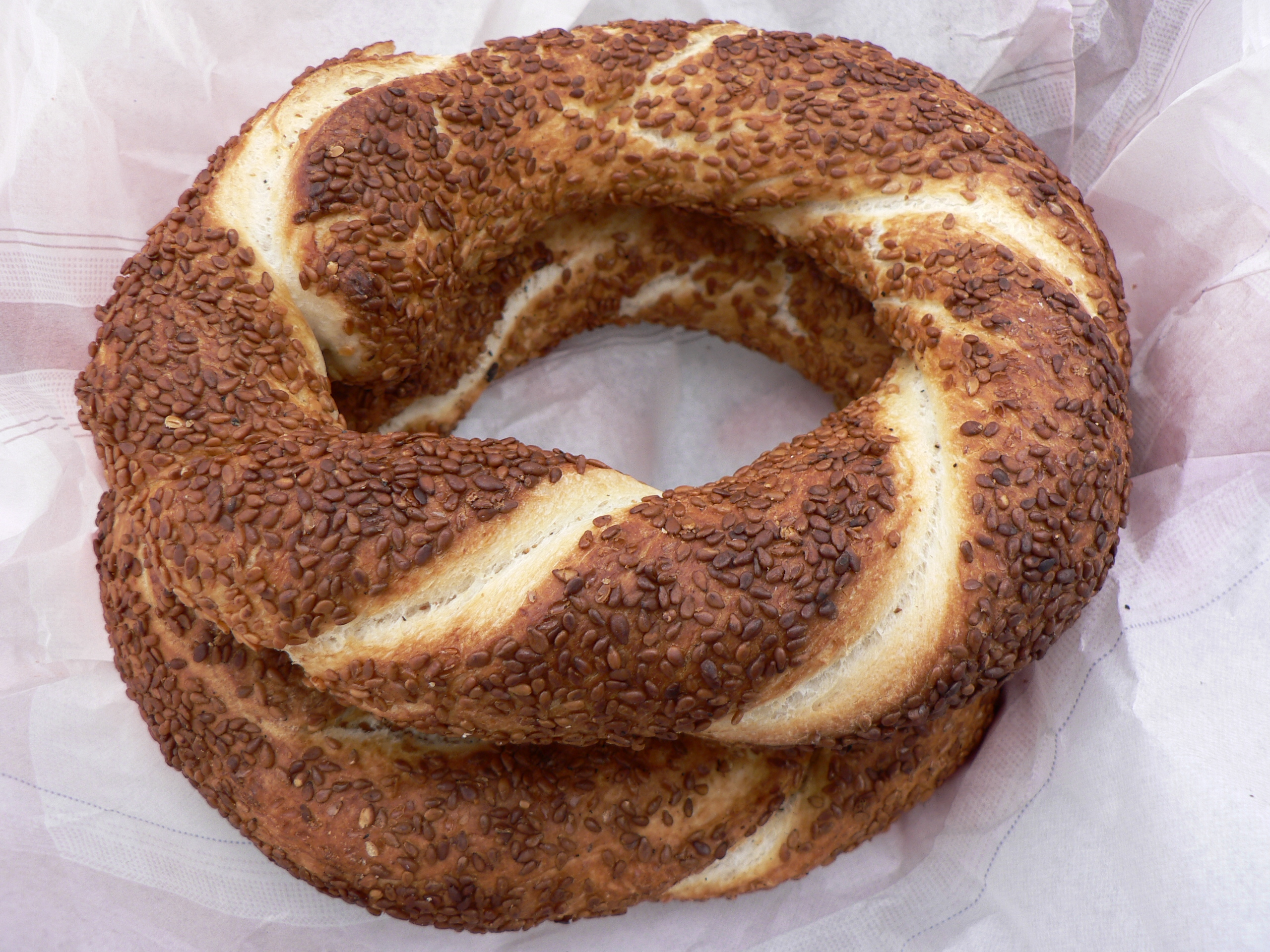
Simits in inpakpapier

Een simit is een Turks broodje. Het ringvormig broodje wordt gemaakt van deeg met sesamzaad erop. Het lijkt op een bagel. 
In Turkije worden simits als ontbijt of als tussendoortje gegeten, vaak met çay. De broodjes worden verkocht door bakkers en door simitverkopers op straat.
Ook in Roemenië, waar het “covrig” genoemd wordt, is het type brood populair en wordt in vrijwel elke straat verkocht. Een populaire variant is met honing - covrigul cu miere.
De simit en de covrig zijn verwant aan de Duitse pretzel, maar hebben zich afzonderlijk van elkaar ontwikkeld tot een lekkernij uit de respectievelijke keukens.